# Казал-Пиньейру
Казал-Пиньейру (порт. Casal Pinheiro) — район (фрегезия) в Португалии, входит в округ Лейрия. Является составной частью муниципалитета Алкобаса. По старому административному делению входил в провинцию Эштремадура. Входит в экономико-статистический субрегион Оэште, который входит в Центральный регион. Население составляет 288 человек на 2001 год. Занимает площадь 3,32 км².
Покровителем района считается Иаков Зеведеев (порт. Santiago).